# Vélocité (musique)
Pour les articles homonymes, voir Vélocité.
 (juin 2016).
La vélocité en musique est un élément de la virtuosité.
Ce terme est utilisé dans deux acceptions :
- L'une, en musique acoustique, désigne l'aptitude d'un musicien à enchaîner les sons de façon rapide et virtuose.
- L'autre, plus récente, désigne une donnée informatique transmise par un clavier électronique indiquant la force avec laquelle une touche est enfoncée. Cette donnée reflète la nuance musicale avec laquelle la note a été jouée, c'est-à-dire sa puissance sonore.

## Vélocité instrumentale
Pour un instrumentiste soliste, la vélocité est fonction, d’une part de la nature de l’instrument, selon qu'il est petit et aigu, ou gros et grave. En effet, dans chaque famille d'instruments, une grande vélocité instrumentale est possible sur les petits instruments aigus où les écarts entre les positions des notes sont réduits et l'écartement des doigts sur l'instrument est faible, tandis qu'elle est plus difficile à mettre en œuvre sur de gros instruments graves où les écarts entre les positions des notes sont plus grands et demandent une gymnastique plus ample et plus lente. Ainsi, dans la famille des cordes frottées, il est plus aisé d'obtenir de la vélocité avec un violon qu'avec une contrebasse. D’autre part, la vélocité instrumentale est bien sûr intimement liée aux compétences de l’exécutant, à sa dextérité, à son agilité et à sa rapidité d'esprit.
L’apprentissage de chaque instrument inclut celui de la vélocité, qui fait l’objet d’études spécifiques,,, à côté de celles destinées à développer d’autres qualités, telles que l’expressivité, la qualité de la sonorité, le phrasé ou la précision rythmique.
La vélocité est mise en valeur dans de nombreuses compositions virtuoses interprétées par des instrumentistes solistes, des ensembles de chambre ou par l'orchestre symphonique. Ainsi, Le vol du bourdon composé par Rimski-Korsakov comme interlude orchestral, morceau conçu comme un défi qui demande une rapidité d'exécution hors du commun, a été adapté pour de nombreux instruments solistes, comme la flûte, la trompette, ainsi que certains instruments relativement moins véloces comme le violoncelle ou le trombone.
Le compositeur violoniste Paganini a particulièrement cultivé la vélocité[réf. souhaitée]. Certaines de ses compositions écrites pour violon parmi lesquelles le Mouvement perpétuel op. 11 sont également interprétées par d'autres instrumentistes, à la flûte, la clarinette, les caprices, particulièrement le no 5, à la clarinette, la guitare classique, la guitare électrique.
Parmi les célèbres morceaux de bravoure où s'exprime la vélocité, on peut citer l’Abeille de Franz Anton Schubert (interprétation au violon), la Volière (pièce de flûte) dans le Carnaval des animaux de Camille Saint-Saëns.

## Vélocité d'un pianiste
Certaines œuvres pour piano ne prennent toute leur ampleur que si le pianiste est capable de les jouer avec une certaine vitesse. C'est le cas, entre autres, en musique classique chez Czerny ou Chopin (cf. la fameuse Fantaisie-impromptu), mais aussi dans des pièces de piano de jazz, comme chez Erroll Garner.
La vélocité du pianiste se travaille — longuement — au moyen d'exercices, tels que ceux se trouvant dans un recueil nommé « Le Déliateur » d'Ernest Van de Velde. La vélocité constitue, juste après la nuance du toucher, un élément important de l'art pianistique.

## Vélocité d'un clavier électronique
Longtemps, les claviers des synthétiseurs et les claviers d'appartement ne furent que de simples contacts ouverts ou fermés, interdisant toute modulation dans la force de chaque note, un peu à la manière d'un clavecin ou d'un orgue. Dans ces conditions, il était impossible de reproduire la richesse d'expression d'un piano ou d'une guitare.
Des tentatives de captage de la « force d'impact » sur chaque touche au moyen de « claviers lourds » (de type Clavinova) se montrèrent difficiles à étalonner. En revanche, il était facile de mesurer, par effet photoélectrique, la « vitesse d'impact » de la touche, que l'on nomma aussi vélocité. Sans se montrer totalement identique dans le jeu, ce phénomène se révéla suffisamment facile à maîtriser pour qu'une technique de jeu au synthétiseur voie le jour. Il fut même possible de reprendre au synthétiseur les exercices du fameux « Déliateur » (un clavier lourd se montrait toutefois préférable pour ce genre de travail).
La vélocité équipe aujourd'hui la très grande majorité des claviers maîtres, synthétiseurs, pianos numériques et autres instruments numériques à clavier MIDI. Il s'agit d'un paramètre informatique sous forme de valeur allant de 0 à 127, débrayable sur la plupart des claviers.
Le paramètre de vélocité a été complété depuis par un autre dispositif qui se nomme l'aftertouch et qui permet des effets d'expression.

## Vélocité et instruments à vent
Dans le cas des instruments à vent, la vélocité ne s'apprécie pas uniquement à la capacité de jouer rapidement des notes à l'intérieur d'une liaison à un niveau digital (synchronisation des doigts,  toucher) mais également de les jouer avec une articulation ; c'est-à-dire de maîtriser également l'embouchure de la part de l'instrumentiste.